# Mikroregion obcí Památkové zóny 1866
Mikroregion obcí Památkové zóny 1866 byl založen v roce 2001 a v nynější době sdružuje celkem 10 obcí. Jedná se o obce, které byly v rozhodující bitvě války roku 1866 nejvíce zasaženy: Benátky, Čistěves, Hořiněves, Máslojedy, Neděliště, Sendražice, Střezetice, Světí, Vrchovnice a Všestary. Na rozloze 5 857 ha zde žije celkem cca 7 200 obyvatel. Mezi základní priority pro vytvoření dobrovolného svazku obcí, patřila mimo jiné realizace Strategického plánu, spolupráce v oblasti ekonomického rozvoje, rozvoje venkova, spolupráce při územním plánování, rozvoj cestovního ruchu a propagace regionu, udržování památek, řešení společných zájmů v oblasti dopravy, komunikaci spojů, zabezpečení čistoty obcí, správy veřejné zeleně a veřejné osvětlení a mnoho dalších.
Strategický plán rozvoje Mikroregionu byl vypracován v roce 2004, aktualizace v roce 2015. Od svého vzniku se Svazku obcí za pomoci grantů z Královéhradeckého kraje, Programu obnovy venkova a programu SROP podařilo realizovat nemálo projektů. Mezi nejvýznamnější lze zcela jistě zařadit výstavbu cyklostezek, veřejnou internetizaci a rozhlas obcí, zakoupení techniky pro celoroční údržbu veřejně přístupných prostranství a pořízení měřičů rychlosti do všech obcí, mobiliáře, atd.    
V roce 2009 se uskutečnil I. ročník soutěže v požárním sportu o putovní pohár Mikroregionu obcí Památkové zóny 1866.
V roce 2004 byly uzavřeny smlouvy o partnerství a vzájemné spolupráci se sousedními svazky obcí Mikroregionem Urbanická brázda a Nechanicko. V rámci této spolupráce byla v roce 2007 založena o.p.s. Hradecký venkov, a její územní pracoviště Místní akční skupina Hradecký venkov, která v současné době působí jak na území výše zmiňovaných svazků obcí, tak i na území Mikroregionu Hustířanka. Strategický plán Místní akční skupiny Hradecký venkov byl schválen k financování. To znamená, že do roku 2015 podpořil a pomohl s realizací projektů na území 4 svazků v oblasti např. občanské vybavenosti, kulturního dědictví, cestovního ruchu, ale i podnikání. Pro programové období 2014 – 2020 programový výbor schválil Strategii komunitně vedeného místního rozvoje, na jejímž základě budou mít možnost subjekty z území realizovat své projekty dle vyhlášených výzev od r. 2017.
Od počátku roku 2006 vychází čtvrtletní periodikum „Zpravodaj Mikroregionu obcí Památkové zóny“, který občany seznamuje s činností mikroregionu, akcemi v jednotlivých obcích, které jsou v přípravě, nebo již uskutečněné. Tento výtisk je dodáván do poštovních schránek do každé domácnosti zdarma.
Mikroregionem procházejí naučné stezky: „Josefov – Smiřice - Chlum 1866“ a „Bitva u Hradce Králové 3. července 1866 – jižní křídlo“, bojištěm na Chlumu vede naučná stezka „Centrální bojiště Chlum“. Stezky byly vybudovány Komitétem pro udržování památek z války roku 1866 a jsou spravovány Muzeem východních Čech v Hradci Králové.

## Obce sdružené v mikroregionu
- Benátky
- Čistěves
- Hořiněves
- Máslojedy
- Neděliště
- Sendražice
- Střezetice
- Světí
- Vrchovnice
- Všestary